# 急性白血病
急性白血病（きゅうせいはっけつびょう）とは、造血幹細胞または造血前駆細胞に自律的増殖能の獲得と分化成熟障害がおこり、腫瘍化する病態である。腫瘍細胞は不死化（細胞寿命の延長）という特性をもち、正常骨髄を占拠して正常な造血を阻害し各種の正常血液細胞の減少をおこす。末梢血では白血球の幼若細胞に似た白血病細胞が増加したりするが、それは正常機能のない細胞であるので、感染防御機構は破綻する。
骨髄異形成症候群は全く異なる病態を示している。腫瘍細胞が不死化するのが特徴であり、急性白血病のような異常増殖能がない場合が多く臨床症状はほとんどなく、高齢者の治療抵抗性貧血で指摘されることが多い。
慢性骨髄性白血病は分化成熟障害がなく、白血球裂孔が見られないのが特徴である。これらは分化障害を持たないという点で急性白血病と区別され、骨髄増殖性疾患に分類される（なおリンパ性白血病における白血球裂孔というものは意識されていない
）。またリンパ系の腫瘍は由来細胞に基づきWHO分類に従い分類される、これらは内部リンク悪性リンパ腫で詳しい。

## 症状
貧血、発熱、出血傾向が最も有名な症状である。他にも骨痛や肝腫大、脾腫、リンパ節腫脹が起こることもある。骨髄穿刺や骨髄生検という特殊な検査で診断されるので、疑わしい病歴にならない限り診断されないことが多い。白血病といわれるものは骨髄での腫瘍細胞の増殖、骨髄のバリアー機構の破綻から幼若細胞の末梢血への流出というのが特徴であり悪性リンパ腫、多発性骨髄腫などの差になるが進行すると他臓器浸潤を起こすことが知られている。肝臓、脾臓、髄膜、精巣、皮膚、歯肉、骨膜への浸潤が多い。
白血病は「血液のガン」と呼ばれているが、多くの癌が生活習慣が要因とされているが、白血病の場合は生活習慣との関係性はほぼ皆無で、遺伝子異常が原因である。そのため、生まれてすぐの赤ん坊から高齢者まで幅広い病である。癌と同様に若年層の方が進行が速いため、若くして亡くなるケースが多い。

## 二次性白血病
二次性白血病は基本的に急性白血病に近い病態となる。骨髄異形成症候群（MDS: myelodysplastic syndromes）が白血病化した場合、慢性骨髄性白血病の急性転化、その他の癌で抗がん剤を使用した場合の二次性癌、これらは基本的に急性骨髄性白血病の形態をとる。それが急性骨髄性白血病（AML：Acute Myeloid Leukemia） であるかということには異論はあるが急性非リンパ性白血病であるということでコンセンサスがとれている。

## 歴史的な定義の遷移
2007年現在、白血病の定義は過渡期にある。そのため用語が混乱している点が多々あるため、それらの歴史的な遷移を理解することは非常に有効である。
もともと、白血病とは末梢血中に白血病細胞（今でいう芽球）が出現する病気として定義された。臨床症状が出現し、医療機関を受診し死亡するまでの期間を観察すると経過の早い群と遅い群がみられ急性白血病と慢性白血病と分類されるようになった（治療法がある現在ではまず行われない）。経過が早い群では芽球が著しく増加しているのに対して、経過がゆっくりとした群では成熟した白血球が増加していることがわかってきた。そのため、急性白血病は分化障害があり白血球裂孔が存在するのに対して慢性白血病では分化障害はなく末梢血に様々な分化成熟過程の白血球が出現する（すなわち白血球裂孔が存在しない）と理解されるようになった。末梢血の芽球の成熟過程によって分類されるようになったのである。やがて、白血病は幼若な白血病細胞が骨髄で増殖する腫瘍性の疾患であるということがわかってきた。また白血球だけではなく他の血球でも同様の病態が生じることがわかってきて骨髄増殖性疾患という概念が生まれた。
白血病を理解するにおいてリンパ腫の定義も知っていなければならない。リンパ腫とは異常なリンパ球がリンパ節をはじめとするリンパ組織で増殖しそこで腫脹する病気として定義された。そのため悪性リンパ腫で腫瘍細胞が末梢血中に出現すると白血病の古典的な定義を満たしてしまい白血病と言えてしまうこととなる。悪性リンパ腫と白血病が区別できなくなると非常に困るので、そのような病態を悪性リンパ腫の白血化と呼ぶこととなった。定義上はリンパ腫は白血化しない限り、末梢血に白血病細胞が見られることはない。リンパ球にはリンパ節という器官があるため非常に病態の解釈が難しい。骨髄でリンパ球の異常が起こり、白血病となりリンパ節に浸潤したのか、リンパ節で異常がおこりそれが白血化し骨髄浸潤をしたのか区別できなくなるのである。2000年のWHO分類以降リンパ性白血病と悪性リンパ腫を無理に区別することはないということとなっている。実際、慢性リンパ性白血病ではリンパ腫が先行したものでそれが白血化したものに過ぎないと考えられている。WHO分類でもリンパ性白血病とリンパ腫は本質的には同じもので両者の区別を行う意義はないと考えられている。しかし急性リンパ性白血病は症候学にリンパ腫よりも急性骨髄性白血病に近いため、リンパ性白血病を全てリンパ腫として扱うという考え方は臨床家には受け入れられない。そのため、古典的には急性骨髄性白血病と急性リンパ性白血病を急性白血病としてまとめるという方法がとられている。
もうひとつ、骨髄腫という概念もある。これは形質細胞が腫瘍化したものであるが、不思議なことに骨髄で腫瘍化する。長命の形質細胞は骨髄循環に適応しているので，骨髄で増殖してもおかしくないとも言える。一応、WHO分類ではB細胞性腫瘍に分類はされている。
近年、がん幹細胞仮説というものが注目されているが、これは急性骨髄性白血病にて考案された仮説である。

## FAB分類
急性白血病はFAB分類やWHO分類によって診断と分類が行われる。FAB分類は骨髄穿刺によって未治療急性白血病細胞をメイ・ギムザ染色による形態像とミエロペルオキシターゼ染色（MPO）の陽性率によって急性骨髄性白血病、急性リンパ性白血病に分類される。一般には骨髄芽球の割合が30%以上だと急性白血病と診断される。しかし、WHO分類では20%以上となっており骨髄異形成症候群との境界が変わりつつある。ミエロペルオキシダーゼ染色は3%以上の陽性率で骨髄性と診断され、それ以外はリンパ性と診断される。
芽球がペルオキシダーゼ染色陰性、エステラーゼ染色陰性の場合は、急性リンパ性白血病と診断される。芽球がペルオキシダーゼ染色陽性、エステラーゼ染色陰性の場合は急性骨髄性白血病と診断される。芽球がペルオキシダーゼ染色陽性、エステラーゼ染色陽性の場合は急性単球性白血病と診断される。白血球細胞がアズール顆粒やアウエル小体を豊富に持っている場合は急性前骨髄球性白血病と診断される。実際のFAB分類ではさらに細かく診断できるが2007年現在の医療水準ではこれ以上の診断をしたところで治療法に大きな差が生じない。

### M0 微分化型骨髄性白血病
分化成熟傾向がなく、光顕ペルオキシダーゼは陰性（3%未満）だが、電子顕微鏡ペルオキシダーゼ染色では陽性あるいはCD33、CD13の骨髄性マーカー陽性となる。

### M1 未分化型骨髄芽球性白血病
成熟傾向がない骨髄芽球性であり骨髄ペルオキシダーゼ陽性芽球3%以上である。芽球は赤芽球以外の細胞の90%以上を占める。芽球は赤芽球以外が90%以上を占める。

### M2 分化型骨髄芽球性白血病
成熟傾向がある骨髄芽球性であり、骨髄において骨髄芽球と前骨髄芽球の割合が50%以上である。t(8;21)(q22;q22)  AML1/ETO融合遺伝子が特徴的である。アウエル小体は見られることがある。

### M3 前骨髄球性白血病
急性前骨髄球性白血病（APL）として区別される。大部分が異形成の強い前骨髄球である。t(15;17)(q22;q12) PML/RARα融合遺伝子が特徴的である。アウエル小体とそれが束になったファゴット細胞が特徴的である。

### M4 骨髄単球性白血病
急性骨髄単球性白血病（AMMoL）ともいわれる。骨髄系と単球系の細胞が混在している。

### M5 単球性白血病
急性単球性白血病（AMoL）ともいわれる。分化型と未分化型に細分化される。血中、尿中のリゾチーム活性が増加すること、白血病細胞に核の切れ込むがあり、皮疹、歯肉腫脹が起こりやすいということ以外他のAMLとの差は特にない。M5a（未分化型）では単球系の80%以上が単芽球で、M5b（分化型）では分化傾向がみられるという細分類もある。CD13、CD33、CD14が陽性でありNaFに阻害される非特異的エステラーゼ染色陽性である。

### M6 赤白血病
赤芽球系細胞が50%以上で巨赤芽球細胞の異形成などがみられる。赤芽球が区別しにくい時はPAS染色を行うとわかりやすい。骨髄芽球が赤芽球以外の30%以上ある場合はM6として、30%未満である場合は骨髄異形成症候群として区別している。

### M7 巨核球性白血病
急性巨核芽球性白血病ともいう。L2との鑑別で問題となる。電顕で血小板ペルオキシダーゼ染色を行ったり、CD41といった表面抗原で区別する。

### L1
小児型のALLである。近年は表面抗原をもちいてWHO分類、すなわち形態より由来細胞（B細胞性やT細胞性）で分類されることが多くあまり使わなくなってきた。均一性、核型規則性、核小体が少なくN/C比大であるのが特徴である。B細胞性であることが多いがT細胞性も存在する。

### L2
成人型のALLである。近年は表面抗原をもちいてWHO分類、すなわち形態より由来細胞（B細胞性やT細胞性）で分類されることが多くあまり使わなくなってきた。不均一性、核型不規則性、核小体が多くN/C比小であるのが特徴である。B細胞性であることが多いがT細胞性も存在する。

### L3
EBウイルスと関連のあるバーキットリンパ腫が白血化したものと考えられている。細胞質が広く、空胞形成が著明である。

## WHO分類
2000年にWHO分類ができ、さらに2008年に新しいWHO分類第4版が発行された。

### 急性骨髄性白血病
染色体転座を伴う再発型 
t(8：21)を伴うAML
FAB分類のM2のうちの一部である。予後が良いと言われている。
APL
FAB分類のM3である。分化誘導療法が使用可能であり最も予後がよい。t(15:17)が特徴である。
骨髄中の好酸球増加を伴うAML
M4Eoと呼ばれたものである。
11q23変異を伴うAML
骨髄異形成に関連するもの
骨髄異形成症候群からAMLとなったものである。
治療に関連するもの
抗がん剤投与によって二次的にAMLとなったものである。使用薬剤によって染色体異常に一定のパターンが知られている。
その他
皮肉なことに、FAB分類で分類されるほとんどのものがその他に相当する。

### 急性リンパ性白血病
WHO分類では形態学的な分類ではなく、細胞由来によって分類するようになった。従来のL1、L2はどちらもB細胞系が多いのが特徴であった。2004年現在ではこのように分類が改まっても治療に直結するエビデンスは乏しい。むしろリンパ芽球性リンパ腫との区別やとフィラデルフィア染色体の有無の方が治療に直結する。WHO分類は2004年現在では急性リンパ性白血病をリンパ系腫瘍という概念に含めた事が重要であって治療には直結しない。
前駆B細胞性急性リンパ性白血病
これに分類されることが多い。
前駆T細胞性急性リンパ性白血病
成人T細胞白血病との鑑別が重要となっている。
バーキット細胞白血病
EBウイルスによるリンパ腫が白血化したものである。成熟したB細胞性急性リンパ腫ともいう。

### 系統不明な急性白血病
急性白血病は白血病細胞（芽球）の性質によって骨髄性とリンパ性に大別されるが、ごくわずかにどちらにも分類できないものがある。
系統不明な急性白血病は症例が少なすぎて発症率などの疫学、病態、治療法などデータ不足で不明な部分の多い白血病であるが、一般に予後は悪いとされる。
- 急性未分化白血病あるいは系統不明確な急性白血病　Acute undifferentiated leukemia (AUL) 白血病細胞（芽球）にはリンパ系のマーカー（CD3やCD19など）も骨髄系の証であるミエロペルオキシターゼの発現もない。巨核球系のマーカーもその他の特異マーカーも発現しておらず、CD34あるいはCD38マーカーなど幹細胞のマーカーは現れており、もっとも未分化の（AML-M0よりもさらに未分化で骨髄系・リンパ系のどちらにも分化傾向がない）白血病細胞が出現する[1]。
- 混合形質性急性白血病　mixed phenotype acute leukemias (MPAL)　MPALにはさらに2種類あり、一つの白血病細胞にリンパ系と骨髄系のそれぞれのマーカーが同時に発現しているものと、リンパ系の白血病細胞集団と骨髄系の白血病細胞集団の2系統の細胞集団が同時に現れるものがある。なお、この混合形質性急性白血病にはt(8;21)(q22,q22)を有するAMLのようにすでに2008年WHO分類でカテゴリー分類されているものは含めない[1]。

## 小児急性白血病
急性リンパ性白血病
小児の急性リンパ性白血病は概ね80%以上が治癒されるとされている。成人発症例と比べてフィラデルフィア染色体の変異やT細胞性の急性リンパ性白血病の頻度が少ないからと考えられている。JPLSGらによってプロトコールの開発がされている。ALLの診断は骨髄血の標本によってエステラーゼ染色陰性、ペルオキシダーゼ染色陰性のリンパ芽球が全有核細胞の25%以上で認められるときに診断される。B細胞性である場合は表面マーカーがCD19、HLA-DR陽性の場合が多く、この場合はpre-Bcellを由来としたcommon ALLとされる。詳細は下図にまとめる。
B細胞系の表面マーカー
CD19またはCD7aまたはCD22のうち少なくとも2つの抗原が発現している場合はB細胞系と診断する。
| カテゴリー | 表面マーカー                                         |
| ---------- | ---------------------------------------------------- |
| pro-B ALL  | 他のB細胞性マーカーを有さない（HLA-DR,TdT,CD34のみ） |
| common ALL | 上記に加えCD10                                       |
| pre-B ALL  | pro-B/common ALLのマーカーに加えてcytoplasmic IgM    |
| mature ALL | cytoplasmic/surface κあるいはλ                       |
T細胞系の表面マーカー
cytoplasmic CD3が認められるとT細胞系と診断する。
| カテゴリー  | 表面マーカー                                         |
| ----------- | ---------------------------------------------------- |
| pro-T ALL   | CD7（通常TdT,CD34,CD38を伴う）                       |
| pre-T ALL   | 上記に加えCD5 and/or CD2 and/or CD8                  |
| cortial ALL | 全てのT cellマーカーに加えCD1a                       |
| mature ALL  | 全てのT cellマーカーに加えmembrane CD3（CD1aは陰性） |
重症度は年齢、末梢血白血球数、PSL投与後の末梢血芽球数によって決定される。初期評価はB細胞性、T細胞性ともに同様に行い、PSLを7日間投与した後day8の末梢血の芽球数によって、SR（標準危険群）、HR（中間危険群）、HEX（高危険群）、HEX-SCT（高危険群で造血幹細胞移植を要する）に分けられる。
初期リスク分類
| 末梢血白血球数  | 1～6歳 | 7～9歳 | 10～歳 |
| --------------- | ------ | ------ | ------ |
| ～20,000        | SR     | HR     | HR     |
| 20,000～50,000  | HR     | HR     | HR     |
| 50,000～100,000 | HR     | HR     | HEX    |
| 100,000～       | HEX    | HEX    | HEX    |
初期評価が済んだら経静脈的にプレドニゾロンの投与を行いday8における末梢血芽球数によってリスク分類を行う。この場合T細胞性とnonT細胞性で評価が異なる。これはプレドニゾロンの反応性を評価するということである。
nonTcell
| 初期リスク | 末梢血芽球数0～999 | 末梢血芽球数1000～ |
| ---------- | ------------------ | ------------------ |
| SR         | SR                 | HEX                |
| HR         | HR                 | HEX                |
| HEX        | HEX                | HEX-SCT            |
Tcell
| 初期リスク | 末梢血芽球数0～999 | 末梢血芽球数1000～ |
| ---------- | ------------------ | ------------------ |
| 全て       | HEX                | HEX-SCT            |
また特にT-ALLの場合は中枢神経病変の評価が重要となる。
中枢神経系浸潤診断基準
|       | 髄液所見                                                               |
| ----- | ---------------------------------------------------------------------- |
| CNS-1 | 髄液中に芽球なし                                                       |
| CNS-2 | WBC<5/µLかつ芽球あり                                                   |
| CNS-3 | WBC<5/µLかつ芽球あり、またはWBC<5/µLで中枢神経症状や画像所見がある場合 |
またT-ALLではday8にてHEXである場合、全年齢において12Gyの全脳照射を行うことが多い。プロトコールに従って寛解導入療法や強化療法、維持療法を行う。小児ALLにおける寛解の定義はG-CSF投与なしで好中球が500/µL以上、血小板8万以上、輸血非依存性、末梢血に白血病細胞を認めないという状態で白血病による臨床症状、臨床所見が消失し、骨髄血において芽球が5%以下であり明らかな白血病細胞の形態が認められない時である。
急性骨髄性白血病
急性骨髄性白血病は骨髄において全有核細胞数の20%以上が骨髄球、もしくはt(8：21)（q22;q22）、inv(16)(p13;q22)、t(16;16)(p13;q22)の染色体異常が認められたとき小児では急性骨髄性白血病と定義される。寛解導入療法後2で完全寛解となった後にリスク分類がされる。
| 分類             | 内容 |
| ---------------- | --- |
| 高リスク群（HR） | monosomy 7、5q-、t(16;21)(p11;q22),Ph1,FLT3-itd陽性または寛解導入療法1終了後に骨髄芽球数≧5%,または髄外浸潤の残存を認めるとき。 |
| 中リスク群（IR） | HRもLRの基準も満たさないもの。                                                                                                 |
| 低リスク群       | t(8：21)（q22;q22）またはinv(16)(p13;q22)またはt(16;16)(p13;q22)陽性かつ寛解療法1の後に骨髄芽球<5%、かつ髄外浸潤なし           |

小児の急性骨髄性白血病の完全寛解の定義はG-CSF投与後48時間以上経過して好中球が500/µL以上であり、血小板輸血なく血小板75,000/µL以上、末梢血に芽球が認めない状態であり、白血病による臨床症状が消失し、髄液浸潤を含めた臓器浸潤の消失、細胞密度が成形性に近く、3系統の前駆細胞が適度に増殖しており、骨髄血に芽球が全有核細胞数の5%未満でありアウエル小体を認めない、これらすべてを満たした時である。

## 表面抗原と遺伝子検査
近年は細胞表面の免疫染色や染色体検査、遺伝子検査でFAB分類の診断を行うことも多い。CD45（白血球共通抗原）の発現率の差で白血病細胞の比率が低い場合でも検査ができるようになった。

### 造血幹細胞を示す抗原
CD34
これは幹細胞であることを示していると考えられている。がん幹細胞にも発現している。

### 顆粒球を示す抗原
CD13
ほとんど全てのAMLで陽性となる。時にリンパ系でも陽性となる。
CD33
幼若な骨髄系で陽性となる。ほとんどのAMLで陽性となる。
CD11b
分化傾向のあるAMLで陽性となる。

### Bcellを示す抗原
CD10
多くのB-ALLで陽性となる。時にT-ALLでも陽性となる。
CD19
ほとんどのB-ALLで陽性となる。
CD20
B-ALLで陽性、common ALLでは陰性のこともある。
Slg
一部のB-ALLで陽性となる。

### Tcellを示す抗原
CD2
大部分のT-ALLで陽性となる。AMLでも陽性となることがある。
CD3
T-ALLでの陽性率は高くはないが特異度が非常に高い。
CD5
T-ALLの多くで陽性となる。
CD7
T-ALLの多くで陽性、時にAMLでも陽性となる。

### 巨核球を示す抗原
CD41
CD61

## 治療

### 急性骨髄性白血病の治療
治療方針はAPLかAPL以外のAMLかで大きく異なる。年齢50歳以下、パフォーマンスステータスが0～2、inv(16),t(8:21),t(15:17),de novo AMLは予後良好群であり、46XY,-Yは予後中間群、複合型染色体異常は予後不良群である。未治療急性白血病の第一選択は化学療法であるが予後不良群は化学療法での治癒は期待できず、造血幹細胞移植や骨髄移植が検討される。これらの治療は適応が狭く、一般には50歳以下でHLAの一致したドナーがいる場合に適応があると言われている。近年は分子標的薬、抗CD33抗体であるゲムツズマブなどを用いることもある。化学療法では寛解導入療法と寛解後療法に分かれる。寛解導入療法は完全寛解（CR）を導くための治療法である。完全寛解とは体内の白血病細胞が10の10乗個未満（発症時は12乗個以上ある）となることで骨髄、末梢血中の白血病細胞がほとんど消失し、正常の造血能が回復した状態のことをいう。白血病細胞が完全に消失したわけではないのでこのままでは再発が必発であるので、寛解後療法を行う。寛解後療法には寛解導入直後に行う地固め療法と間欠的に強力に行う維持療法がある。
non APL
IDR（イダルビシン）とAra-C（シタラビン）が寛解導入療法では標準的である。
APL
寛解導入療法としてはATRAによる分化誘導療法が用いられる。オールトランスレチノイン酸とDNR（アントラサイクリン）の併用、寛解後はDNR単独療法、維持療法としてはATRAと他の抗がん剤の併用が行われる場合が多い。APLでは播種性血管内凝固症候群を起こしやすく、レチノイン酸症候群という治療中の合併症もある。肺水腫のような病態になるのでその場合はステロイドパルスを行う。

### 急性リンパ性白血病の治療
小児のALLは比較的予後良好である。標準療法は確立していない。再発時に髄膜白血病となることが多く、予防的にメトトレキセートを髄内投与することもある。その場合、血液型が異なっても適合することがあるため、生まれ持った血液型が変わることもある。

### 化学療法の副作用
化学療法で用いる副作用としては悪心、嘔吐、食欲不振、下痢といった消化器症状や骨髄抑制は程度の差はあるもののすべての抗がん剤に存在する。特徴的なものとしてはシクロホスファミド（エンドキサン）の出血性膀胱炎、メトトレキセート（メソトレキセート）の口内炎、アントラサイクリン系例えば、ダウノルビシン（ダウノマイシン）、アドリアマイシンの心筋障害、ブレオマイシンの肺線維症、ビンアルカロイド系例えば、ビンクリスチン（オンコビン）の腸閉塞、末梢神経障害、L-アスパラキナーゼの凝固因子低下などが有名である。

## 治療効果判定
悪性血液疾患において急性白血病は非常に特殊である。それは国際予後因子というものが存在しないことである。例えば悪性リンパ腫のaggressive typeでは国際予後因子IPI、濾胞性リンパ腫ではFLIPI、多発性骨髄腫ではISSというものが存在する。急性白血病では予後因子という言葉があるが国際予後因子は存在しない。これは化学療法のやり方が統一されていないこと、移植が加わると予後が違うこと、年齢によって治療が異なることが理由とされている。
固形癌と異なり、骨髄を犯す白血病はサイズによる治療効果判定は難しい。もちろん臓器浸潤が見えればそれは治療効果判定に使えるがそれ以上に血液像を重視する。いくつかの用語がありこれを整理する。
完全寛解（CR）
すべての標的病変の消失をしめす。4週間で確認できる。
部分寛解（PR）
30%以上の縮小である。4週間で確認できる。
進行（PD）
20%以上の増大。
安定（SD）
PR、PDの基準に満たないもの。
白血病寛解の条件は骨髄の芽球が5%以下になること、末梢血中に芽球を認めないこと、造血機能が回復することという3つの条件が4週間以上続くことである。化学療法でこの条件にもっていくものを寛解導入療法（非常に強い化学療法）という。この寛解は形態学的な寛解であり白血病細胞が10の10乗個未満となることである（発症時は12乗個以上ある）。癌細胞が残存するのでこのまま放置すれば確実にPDとなる。そこで地固め療法や維持療法、強化療法という寛解後療法を追加することとなる。地固め療法は寛解療法と同じくらい強力な化学療法であり、寛解をさらに確実なものとするために寛解療法直後に行うものである。形態学的寛解よりもさらに白血病細胞は少なくならねばならないので形態的な検査では差は分からないことが多い。G-banding、間期核Fish法、RT-PCRによって測定をする。これによって10の6乗個位まで減少することを分子的寛解という。維持療法や強化療法は寛解の期間を少しでも長くするために外来で行う治療である。また急性増悪した場合に行う救援療法というものも存在する。通常の寛解導入療法では効果不十分と考えられる時に行う治療であり、強力だが副作用も強い。

### AMLの予後因子
APLを除くAMLで適応可能なスコアリングである
2点とカウントされるもの
芽球のMPO陽性率50%以上、50歳以下、末梢白血球数20,000/µL以下
1点とカウントされるもの
M0、M6、M7以外、パフォーマンスステータス2以下、寛解導入回数1回、染色体異常inv(16),t(8:21)
以上をカウントし8～10が良好群、5～7が中間群、0～4が不良群となる。

### 小児ALLの予後因子
小児ALLは非常に予後がよく完全寛解率80～90%であり、5年生存率は70～80%である。一応は予後不良因子というものが存在し、年齢が2歳以下、または10歳以上、男児であること、ALLでないこと、末梢白血球数20,000/µL以上、フィラデルフィア染色体があるという場合は予後が悪いと言われている。

### 成人ALLの予後因子
30歳未満、末梢白血球数30,000/µL未満、フィラデルフィア染色体が予後決定因子とされている。
low riskは30歳未満、末梢白血球数30,000/µL未満、intermediate riskは30歳未満または末梢白血球数30,000/µL未満、high riskは30歳以上、末梢白血球数30,000/µL以上、フィラデルフィア染色体である。小児と異なり予後は悪く、完全寛解率は60～80%であり5年生存率は20～35%である。